# Jacques van Meer
Jacobus "Jacques" van Meer (nascido em 18 de maio de 1958) é um ex-ciclista holandês. Como amador, venceu o Tour de Limburgo (Países Baixos) e Omloop der Kempen em 1979. Ano seguinte, conquistou o título nacional na prova de estrada em 1980 e competiu neste evento nos Jogos Olímpicos de Moscou 1980, terminando na 33ª posição. Após os Jogos de Munique, se tornou profissional e competiu durante a década de 1980. Seu melhor resultado em corridas da UCI World Tour foi o 28º na Volta a Espanha em 1981. Em 1983, venceu Le Samyn e terminou em segundo no Paris-Camembert, ambos na categoria 1.1 (corrida de um dia).